# Мендес, Эктор Эухенио
Эктор Мендес (исп. Héctor Eugene Méndez, 1 августа 1897, Буэнос-Айрес — 13 декабря 1977, Буэнос-Айрес) — аргентинский боксёр.

## Биография
Будучи лейтенантом аргентинской армии, на Олимпиаде 1924 года в Париже выиграл четыре поединка, но в финале уступил бельгийцу Жану Деларжу и завоевал серебро в весовой категории до 67 кг. Исход финального поединка был определён судьями: Деларж был сильнее в первых двух раундах, однако Мендес был существенно лучше в третьем. Решение судей не только вызвало недовольство аргентинских болельщиков, устроивших беспорядки и пытавшихся атаковать судей, но и позднее считалось спорным.
На Олимпийских играх 1928 года в Амстердаме Мендес был капитаном команды и нёс флаг Аргентины, однако в поединках не участвовал. Он стал единственным боксёром, удостоившимся чести несения флага за всю историю участия Аргентины в олимпийских играх.
Тренировался у чемпиона Аргентины Леона Абрамоффа.